# Simen Andreas Sveen
Simen Andreas Sveen, né le 7 octobre 1988 est un fondeur norvégien.

## Carrière
Actif principalement dans la Coupe de Scandinavie depuis 2007, il a débuté en Coupe du monde en mars 2010 à Oslo. Il marque ses premiers points en Coupe du monde trois ans plus tard également à Oslo (22e). Lors de sa troisième course à ce niveau en décembre 2013, il prend la cinquième place d'un trente kilomètres libre disputé à Davos.
En janvier 2015, il se classe 14e lors de sa première participation au Tour de ski.
Il obtient son premier podium en relais en décembre 2015 à Lillehammer.

## Palmarès

### Coupe du monde
- Meilleur classement général : 29e en 2015.
- Meilleur résultat individuel : 5e.
- 1 podium en relais.